# Бальдассаре Ґалуппі
Бальдассаре Ґалуппі (італ. Baldassarre Galuppi,18 жовтня 1706 Бурано, Венеція — 3 січня 1785, Венеція) — італійський композитор, автор численних комічних опер-буф.

## Життєпис
Більшу частину життя прожив у Венеції, де здобув освіту в консерваторії, згодом став її директором і керівником хору, а пізніше отримав посаду капельмейстер а соборі Св. Марка — вищий музичний пост в Венеції.

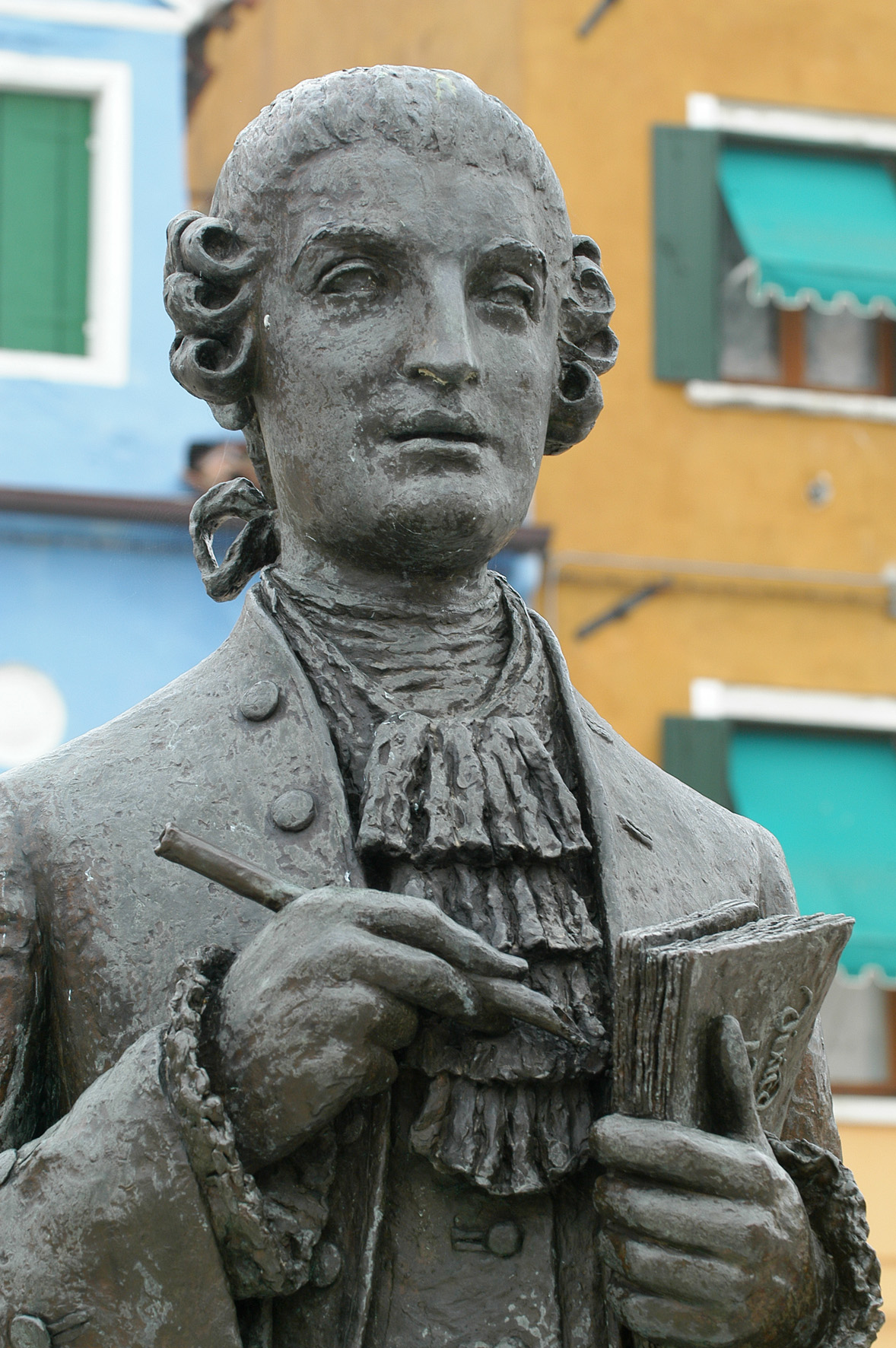
Пам'ятник Ґалуппі в Бурано

З 1741 багато подорожував Європою, в 1741—1743 працював в Лондоні. У 1765—1768, в період царювання в Російській імперії Катерини II, Галуппі було запрошено працювати придворним капельмейстером і композитором до Петербургу. Там він поставив опери «Король-пастух», «Покинута Дідона», «Іфігенія в Тавриді», яка була написана спеціально для імператорського двору. У цій опері намітилися реформаторські тенденції пізньої італійської опери-серіа.
Ґалуппі став першим іноземцем, який написав музику на текст православного богослужіння, і ввів у нього невідому раніше форму «концерту». За час служби в Росії композитор написав кілька кантат, духовних концертів і серенад, серед його вихованців — Д. Бортнянський. Потім повернувся до Венеції, де свої останні роки присвятив клавесинній музиці.
Двадцять опер Буранеллі написав на тексти знаменитого драматурга Карло Гольдоні, який сказав якось, що Ґалуппі «серед музикантів те саме, що Рафаель серед художників».
Композиторові та Венеції присвячено вірш Роберта Браунінга "Токата. Галуппі співпрацював з Гольдоні на його лібретто він написав самі кращі опери: «Аркадія» «Місячний світ» «Сільський філософ» «Чортиця». Він один з видатних філософів опери буффа. Галуппі збагатив її виразовість і форми. В багато чому сприяв формуванню цього жанру.

Він надав велике значення фіналу як вузлових моментів комедійної дії. Затвердив тип ланцюгового фіналу який складається із декількох різних по характеру і темпу епізодів об'єднаних в одне ціле. Опери- серія «Покинута Дідона» «Король -пастух» «Іфігенія в Тавриді». 
| - La fede nell'incostanza, ossia gli amici rivali (1722) - Dorinda (1729) - Odio Placato (1730) - Argenide (1733) - L'ambizione depressa (1735) - Elisa regina di Tiro (1736) - La ninfa di Apollo (1736) - Tamiri (1736) - Ergilda (1736) - Alvilda (1737) - Gustavo I, re di Svevia (1740) - Aronte, re de' sciiti (1740) - Berenice (1741) - Madama Ciana (1744) - L'ambizione delusa (1744) - La libertà nociva (1744) - Forze d'amore (1745) - Scipione nelle Spagne (1746) - Arminio (1747) - Arcadia in brento (1749) - Il Page della cuccagna (1750) - Arcifanfano, re dei matti (1750) - Alcimena, principessa dell'isole fortunate (1750) - Il mondo della Luna (1750) - La mascherata (1751) - Ermelinda (1752) | - Il mondo alla rovescia (1752) - Il conte Caramela (1752) - Le virtuose ridicole (1752) - Calamità de' cuori (1752) - I bagni di Abono (1753) - Il filosofo di campagna (1754, лібретто Гольдоні) - Antigona (1754) - Il povero superbo (1754) - Alessandro nell'Indie (1755) - La diavolessa (1755, лібретто Гольдоні) - Nozze di Paride (1756) - Le nozze (1756, лібретто Гольдоні) - Sesostri (1757) - La partenza e il ritorno de' marinari (1757) - Adriano in Siria (1760) - L'amante di tutte (1761) - Artaserse (1761, лібретто Метастазіо) - I tre amanti ridicoli (1761) - Ipermestra (1761) - Antigono (1762) - Il marchese villano (1762) - Viriate (1762) - L'uomo femina (1762) - Il puntiglio amoroso (1763) - Il re alla caccia (1763) - Cajo Mario (1764) - La donna di governo (1764) |

### ?Інші твори
- 6 сонат для клавесину (1756)
- 6 сонат для клавесину, op. 2 (1759)